# Montezuma, Costa Rica

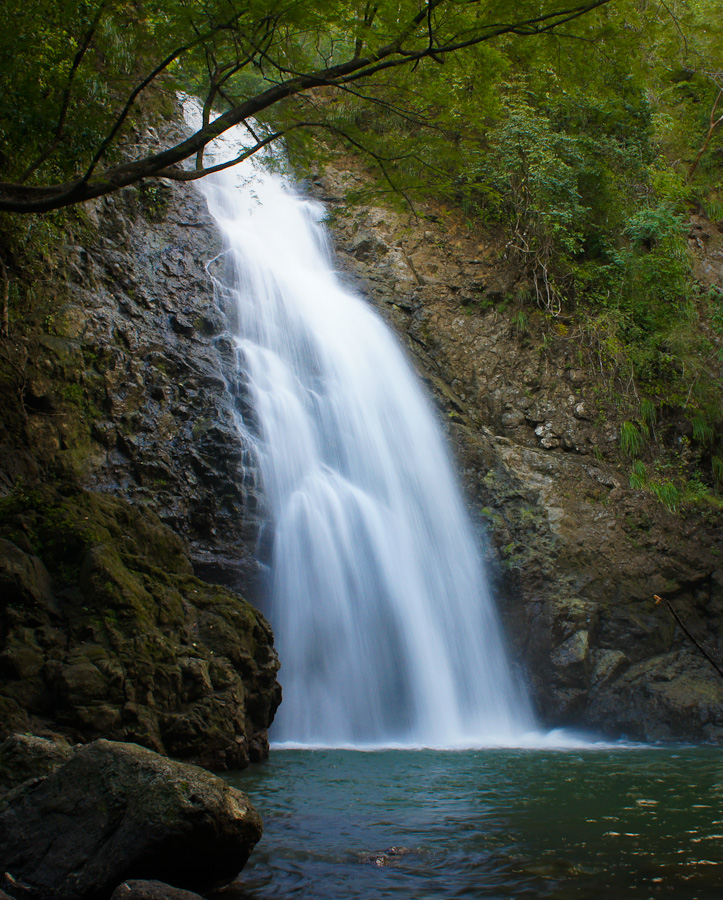
Thác Montezuma

Montezuma là một thị xã thuộc tỉnh Puntarenas, Costa Rica với khởi đầu là một ngôi làng đánh cá hẻo lánh và đã trở nên phồn thịnh từ những năm 1980 khi khách du lịch biết đến nơi này.
Montezuma nằm gần mũi phía nam của bán đảo Nicoya, 41 km (25 dặm) về phía tây nam Paquera và cách thị xã Cóbano 8 km (5 dặm) về phía nam.
Khách du lịch nước ngoài rất thích thị xã này với các cảnh đẹp như bờ biển đẹp, sông, thác nước, quan cảnh các ngôi làng và du lịch sinh thái.